# Allodaposuchus
Allodaposuchus är en utdöd släkting till vår tids krokodiler. Den levde på öarna som skulle bli Rumänien och Spanien för omkring 90 - 75 milj. år sedan. Den blev cirka 3 meter lång. Den åt troligen ägg och kadaver men även levande varelser som stora ödlor, fisk samt skadade eller sjuka dinosaurier.